# Michael Hillepold
Michael Hillepold (* 5. Juli 1884 in Kühwegboden, Gem. Hermagor-Presseggersee; † 17. November 1962 im Krankenhaus Klagenfurt) war ein österreichischer Landwirt, Kaufmann und Politiker.

## Leben
Hillepold war der Sohn des Taglöhners Michael Hillepold (* 24. März 1857; † vor 1906) und dessen Ehefrau Maria geb. Berger (* 9. Februar 1858; † 2. Mai 1937). Er war römisch-katholisch und heiratete am 2. Juli 1906 Maria Wernitznig (* 4. Juli 1883; † 26. Juni 1960). Aus der Ehe gingen ein Sohn und drei Töchter hervor.
Hillepold besuchte die Volksschule in Hermagor und machte ein kaufmännische Lehre. Er lebte als Kaufmann in Mitschig (Gemeinde Hermagor-Presseggersee). Dort war er auch Gemeinderat und später Bürgermeister. Er war Mitglied des Bezirksschulrates in Hermagor und ab 1932 Kammerrat der Kärntner Landwirtschaftskammer.
Vom 7. März 1934 (als Nachfolger nach Mandatsniederlegung von Kolomann Traußnig) bis zum 3. Oktober 1934 gehörte er für die CSP dem Kärntner Landtag an. Im Landtag war er Mitglied des Schulausschusses.
Im Ständestaat war er vom 19. November 1934 bis zum 11. März 1938 als Vertreter von Land- und Forstwirtschaft Mitglied im Ständischen Kärntner Landtag. Im Landtag war er Mitglied des Finanzausschusses.
Er ist in Mitschig bei Hermagor begraben.